# Rasca Rodrigues
Lindsley da Silva Rasca Rodrigues mais conhecido como Rasca Rodrigues (Mandaguari, 26 de junho de 1959) é um agrônomo, ambientalista, ativista dos direitos dos animais e político brasileiro filiado ao Podemos (PODE).

## Biografia
Lindsley da Silva Rasca Rodrigues nasceu em Mandaguari, filho do agricultor Rubens Villar e Elizete da Silva Rodrigues. Na adolescência morou em Cianorte e em 1979, aos 20 anos de idade, mudou-se para Curitiba para estudar agronomia na Universidade Federal do Paraná (UFPR), quando iniciou sua militância nos movimentos sociais. Concluiu a graduação em 1986 e ingressou no Instituto Ambiental do Paraná (IAP), onde se licenciou afim de cumprir seu mandato na Assembleia Legislativa do Paraná (ALEP).
Em 2001 foi nomeado diretor do Meio Ambiente na prefeitura de Pinhais, na região metropolitana de Curitiba, permanecendo no cargo até 2002. Assumiu a presidência do Sindicato dos Engenheiros do Paraná (SENGE-PR), no biênio 2002/2003. No IAP, presidiu a instituição entre os anos 2003 a 2005.
Assumiu a Secretaria do Meio Ambiente e Recursos Hídricos do Estado do Paraná (SEMA) em 2006, no final do governo de Roberto Requião. Permaneceu no cargo no governo de Hermas Brandão, que assumiu após Requião renunciar para disputar a reeleição, e na volta de Requião ao governo. Deixou o posto em abril de 2010, como pré-candidato a um mandato na ALEP. Pelo Partido Verde foi eleito deputado nas eleições de 2010 e 2014. Rasca Rodrigues é defensor da causa animal, propondo na ALEP a criação da Frente Parlamentar em Defesa dos Animais. Como parlamentar, também foi crítico ao uso indiscriminado de agrotóxicos no Paraná e no Brasil.
Deixou o PV em março de 2018 para ingressar no Podemos (PODE). Em 2019 foi nomeado, pelo governador Ratinho Junior, diretor geral da Secretaria de Estado do Meio Ambiente e Recursos Hídricos, que passou a ser denominada Secretaria do Desenvolvimento Sustentável e do Turismo (Sedest).